# Емоційна близькість
Емоційна близькість — аспект міжособистісних відносин . Включає почуття близькості до іншої людини, відвертий обмін особистими почуттями та визнання переваг іншої людини як особистості .

## Опис
Емоційна близькість може виражатися у вербальному та невербальному спілкуванні. Ступінь комфорту, ефективність і взаємний досвід близькості можуть вказувати на емоційну близькість між людьми. Інтимне спілкування буває як вираженим (наприклад, розмова), так і таким, що лише мається на увазі (наприклад, друзі сидять поруч на лавці в тиші).
Емоційна близькість залежить насамперед від ступеня близькості, а також від характеру відносин і культури, в якій вона спостерігається . Емоційна близькість відрізняється від сексуальної — тим, що сексуальна близькість доречна, як з емоційною близькістю, так і без неї. Сексуальна близькість відрізняється від емоційної — тим, що остання часто не вимагає жодного сексуального контексту . Емоційна близькість — це психологічна подія, що настає, за сприятливого для взаємного поділу найглибшого «я» один одного рівня довіри та спілкування між двома людьми. Залежно від походження й умовностей учасників емоційна близькість може містити розкриття думок, почуттів і емоцій, щоб досягти розуміння, запропонувати взаємну підтримку або створити почуття спільності. Або це може містити поділ обов'язків без обговорення.
Глибока близькість вимагає високого рівня прозорості та відкритості. Близькість і вразливість, які можуть бути незручними для деяких людей, є основними елементами емоційної близькості. Це включає обговорення і позитивних, і негативних характеристик один одного . Розмова є наріжним каменем будь-яких емоційних інтимних стосунків. Наприклад, відносини на відстані в основному базуються на розмові, поряд зі збалансованою віртуальною сексуальною близькістю . Відносини на відстані можуть бути міцнішими за звичайні, тому що вони змушують двох партнерів покращувати комунікацію один з одним, ставлячи продуктивні питання підтримки емоційного контакту . Багато фахівців вважають підтримку емоційної близькості обговоренням проблем у міру їх виникнення. Емоційна близькість тісно пов'язана з поняттям емпатії .

## Шкала емоційної близькості
Для оцінки емоційної близькості застосовується шкала емоційної близькості (англ. Emotional Intimacy Scale, EIS), що складається з п'яти пунктів. Ця шкала, заснована на п'яти пунктах, які становлять основні компоненти відносин, дозволяє передбачити результати їхнього розвитку  :
- Ця людина повністю приймає мене такою, якою я є
- З цією людиною я можу поділитися своїми найглибшими думками та почуттями
- Ця людина щиро піклується про мене
- Ця людина охоче допоможе мені у будь-якій ситуації
- Ця людина розуміє і поділяє мої думки та почуття

Дослідження показують позитивний зв'язок між збільшенням критерію EIS і рівнем підтримки, яку отримує особистість, задоволеністю життям й іншими позитивними ефектами. Зниження показника EIS пов'язане, зазвичай, зі збільшенням стресу, болю й утоми. Таким чином, близькі відносини дають відчуття цілі життя та соціального зв'язку, що, своєю чергою, підвищує фізіологічний і психологічний добробут особистості.